# A Karancs–Medves-vidék növényzete
A Karancs–Medves-vidék természetföldrajzilag a Szlovákiában található Ajnácskői-hegység déli pereme, növényföldrajzi értelemben pedig az Északi-középhegységet felölelő Matricum flóravidék Agriense flórajárásának része; a flórajárás átnyúlik a Felvidékre. Az áttekinthetőség érdekében növényzetének leírásában ismertetjük az egyes növénytársulásokra jellemző nagygombákat is.

## Erdőtársulások

### Bükkösök

#### Szubmontán bükkös
A bazaltvidék egyik jellegzetes növénytársulása a szubmontán bükkös, aminek változatos összetételű és szerkezetű típusai maradtak fenn viszonylag nagy területen és jó állapotban. Ezek 550–600 m fölött zonálisnak tekinthetők. Cserjeszintjük a Karancs környékén általában hiányzik; a bükkösökre jellemző montán fajok:
- fehér acsalapu (Petasites albus),
- közönséges tölgyespáfrány, (Gymnocarpium dryopteris),
- széles pajzsika (Dryopteris dilatata),
- hegyi pajzsika (Dryopteris expansa)

csak a lékek, tisztások környékén, az északnak néző lejtőkön jelennek meg.
Ezen a vidéken éri el elterjedésének északi határát:
- kopasz borzas len (Linum hirsutum ssp. glabrescens) – pannon bennszülött alfaj;
- majomkosbor (Orchis simia) – a közelmúltig csak a Dél-Dunántúlról ismerték.

A lombkoronaszint uralkodó fái:
- bükk (Fagus sylvatica),
- közönséges gyertyán (Carpinus betulus) és a
- kocsánytalan tölgy (Quercus petraea).

Elegyfajok a lombkoronaszintben:
- hegyi juhar (Acer pseudo-platanus),
- korai juhar (Acer platanoides),
- hegyi szil (Ulmus glabra),
- nagylevelű hárs (Tilia platyphyllos),
- kislevelű hárs (Tilia cordata),
- csertölgy (Quercus cerris).

A fejletlen cserjeszintben a lombkoronaszint fajainak csemetéi mellett megjelenik még:
- fürtös bodza (Sambucus racemosa),
- havasalji rózsa (Rosa pendulina),
- magas kőris (Fraxinus excelsior),
- málna (Rubus idaeus),
- egres (Ribes uva-crispa).

A gyepszintben tömegesek lehetnek a mezofil erdők domináns fajai:
- szagos müge (Gallium odoratum),
- bükkös sás (Carex pilosa).

A szárazabb részeken előfordul:
- egyvirágú gyöngyperje (Melica uniflora).

Nedvesebb termőhelyeken:
- podagrafű (Aegopodium podagraria),
- erdei madársóska (Oxalis acetosella)
- gyapjas boglárka (Ranunculus lanuginosus),
- gombernyő (Sanicula europaea),
- pajzsika: Dryopteris filix-mass, Dryopteris carthusiana, Dryopteris expansa,
- hölgypáfrány (Athyrium filix-femina),
- karéjos vesepáfrány (Polystichum aculeatum).

Helyenként tömeges a kárpáti hatásra utaló
- ikrás fogasír (Dentaria glandulosa),

#### Mészkerülő bükkös
A mészkerülő bükkösök a meredek oldalak sekély, savanyú talajain nőnek. Lombkoronájuk alacsonyabb, mint a szubmontán bükkösöké, a girbegurba fák többnyire már alacsonyan elágaznak. Mohaszintjük fejlett.
Gyepszintjük gyakori növényei:
- fehér perjeszittyó (Luzula luzuloides),
- árnyékvirág (Majanthemum bifolium),
- erdei hölgymál: (Hieracium murorum agg., Hieracium sabaudum agg.),
- fenyőspárga (Monotropa hypopitys),
- körtike (Pyrola minor, Pyrola rotundifolium, Orthilia secunda),
- nyúlsaláta (Prenanthes purpurea),
- lapos korpafű (Lycopodium complanatum) – igen ritka.

Védett fajok:
- madársisak (Cephalanthera spp.),
- kétlevelű sarkvirág (Platanthera bifolia),
- madárfészek (Neottia nidus-avis),
- nőszőfű (Epipactis spp.),

#### A bükkösök gombái
A bükkösökben csak acidofil gombákat találunk:
- vöröslábú pókhálósgomba (Cortinarius bulliardii) a szubmontán és a gyertyános-bükkösökben nő,
- élénksárga galambgomba (Russula solaris),
- csípőslemezű galambgomba (Russula acrifolia),
- bükkös galambgomba (Russula faginea),
- rózsáshúsú tejelőgomba (Lactarius pterosporus),
- lila pénzecskegomba (Laccaria amethystea),
- óriás bokrosgomba (Meripilus giganteus),
- ágas tapló (Grifola frondosa),
- bükkfa-tapló (Fomes fomentarius) – nevére rácáfolva minden, hazai lombos fán élősködik,
- feketetönkű szegfűgomba (Marasmius alliaceus),
- sárgatejű kígyógomba (Mycena crocata) – seregesen nő, tuskón is,
- korallgomba (Ramaria ssp.),
- légyölő galóca (Amanita muscaria) – a mészkerülő bükkösökben él,
- császárgalóca (Amanita caesarea) – egész Európában védett, ugyancsak a mészkerülő bükkösökben.

### Szurdokerdők és törmeléklejtő-erdők
A törmeléklejtők, kőtengerek többnyire a vulkáni takarók peremein alakultak ki, a szurdokvölgyek a mállékonyabb üledékes kőzetekbe vágódnak be (a Medves-fennsík környékén, ugyancsak a vulkáni takarók peremein, általában 350–450 m magasan). Ezeket az élőhelyeket sekély talajon is megélő, sérüléseiket gyorsan regeneráló, gyorsan terjedő fajok foglalták el.

#### Hársas sziklatömberdő
A hársas sziklatömberdő a kőtengerek jellemző növényzete, amit először (2001-ben) ezen a vidéken írtak le. Lombkoronaszintjének növényei:
- hársak (Tilia cordata, Tilia platyphyllos),
- bükkök (Fagus spp.),
- juharok (Acer spp.),

valamint különböző pionír fajok:
- közönséges nyír (Betula pendula),
- rezgő nyár (Populus tremula),
- madárberkenye (Sorbus aucuparia).

A cserjeszintben helyenként tömegesen nő:
- havasalji rózsa (Rosa pendulina),
- fürtös bodza (Sambucus racemosa),
- ükörkelonc (Lonicera xylosteum),
- bibircses kecskerágó (Euonymus verrucosus),

A gyepszintben a páfrányok uralkodnak:
- pajzsikák (Dryopteris filix-mass, Dryopteris carthusiana, Dryopteris dilatata),
- édesgyökerű páfrány (Polypodium vulgare).

A mohaszint igen fejlett; megtalálható benne a magashegységekre jellemző hasadó tokú moha (Andreaea rupestris) is.

#### Hársas törmeléklejtő-erdő
A hársas törmeléklejtő-erdők a szubmontán bükkösök és a sziklatömberdők átmeneti zónájában alakulnak ki. Lombkoronájuk zártabb, mint a sziklatömberdőké; uralkodó fája a bükk vagy a gyertyán; cserjeszintjükben megtalálható a
- mogyorós hólyagfa (Staphylea pinnata).

Gyepszintjükben tömegesen nő:
- erdei szélfű (Mercurialis perennis),
- sárga árvacsalán (Galeobdolon luteum).

#### A törmeléklejtő-erdők gombái
Jellemzőek a fák gyökeréhez kötődő nagygombák:
- erdei áltrifla (Scleroderma citrinum);

a gombák másik csoportja a mohapárnában felhalmozódó szerves anyagokon él:
- mohaközi gyepkorallgomba (Clavulinopsis corniculata).

#### Szurdokerdő
A szurdokok falain jóformán semmi más nem nő, mint:
- zuzmók,
- mohák (például Conocephalon conicum),
- kúszónövények (például borostyán – Hedera helix),

A szurdokok falain szivárgó vízből gyakran kiválik a mész. A növények fejlődését a völgytalpon időszakosan felhalmozódó, vastag korhadéktakaró is gátolja, ezért a szurdokerdő leginkább a völgytalp és a fal keskeny átmeneti sávjában kapaszkodik meg.
Lombkoronája általában kétszintes. A fölső (20–30 m magas) szint leggyakoribb fája a bükk (Fagus), az alsó szinté a hárs (Tilia) és a juhar (Acer).
A cserjeszintben megjelenik a lombkoronaszintek valamennyi fája, továbbá:
- fekete bodza (Sambucus nigra),
- málna (Rubus idaeus),
- veresgyűrű som (Cornus sanguinea),
- hegyi szil (Ulmus glabra),

A gyepszint jellemző fajai:
- berki aggófű (Senecio hercynus),
- podagrafű (Aegopodium podagraria),
- enyves zsálya (Salvia glutinosa),
- fehér acsalapu (Petasites albus),
- békabogyó (Actaea spp.),
- erdei deréce (Epilobium angustifolium),
- mirigyes tölgyespáfrány (Gymnocarpium robertianum),
- téli zsurló (Equisetum hyemale).

A köves, sekély talaj és az avar gyakori hiánya nem kedvez a gombáknak, az árnyas, párás mikroklíma viszont segíti a termőtestek növesztését.
Jellemzően a talajon nő a ritka
- lemezes tinóru (Phylloporus pelletieri).

A korhadó fákon telepszik meg:
- petrezselyemgomba (Hericium clathroides).

Kibúvó sziklákon, mindig a mohapárnában terem a
- rozsdafoltos kígyógomba (Mycena zephirus).

### Tölgyesek

#### Gyertyános–tölgyes
A platók és völgyaljak üde termőhelyeit foglalják el a Medves és az Ajnácskői-hegység fennsíkjain és a letörések alatti, homorú régiókban. A Karancs vidékén a túltartott vadállomány miatt károsult, erdészeti beavatkozásokkal megbolygatott maradványaik a völgyek aljára szorultak vissza. A Medves gyertyános–tölgyesei az erdészeti beavatkozások hatására többhelyütt másodlagos, gyertyán nélküli, néhol mezei juharral (Acer campestre), másutt bükkel elegyes, fokozatosan kiszáradó, mezofil tölgyesekké alakultak át.
A gyertyános–tölgyes (Carpinion betuli) lombkoronája általában kétszintes, zárt. A felső lombkoronaszint legfeljebb 30 m, az alsó 15–20 m magas.
A felső lombkoronaszintben szokatlanul sok a cser és a bükk. Meghatározó növényei:
- kocsánytalan tölgy (Quercus petrea),
- csertölgy (Quercus cerris),
- közönséges bükk (Fagus sylvatica);

kísérő fajok:
- mezei juhar (Acer campestre),
- közönséges gyertyán (Carpinus betulus),
- magas kőris (Fraxinus excelsior),
- kocsányos tölgy (Quercus robur),

Az alsó lombkoronaszint meghatározó fája a gyertyán. Mellette előfordul:
- kislevelű hárs (Tilia cordata),
- vadcseresznye (Prunus avium).

A cserjeszintben a lombkoronaszinteknél említett fajok mellett jellemzően a mezofil erdőkben szokásos növényeket találjuk:
- cseregalagonya (Crataegus levigata),
- szeder (Rubus hirtus, Rubus idaeus),
- egres (Ribes uva-crispa),
- vörös ribiszke (Rubus rubrum),
- kányabangita (Viburnum opulus).

A gyepszint uralkodó fajai:
- szagos müge (Galium odoratum),
- bükkös sás (Carex pilosa).

További, jellemző fajok:
- salátaboglárka (Ranunculus ficaria),
- zöldlevelű tüdőfű (Pulmonaria),
- madárfészek (Neottia nidus-avis),
- fénytelen galaj (Galium schultesii),
- európai gombernyő (Sanicula europaea),
- gyapjas boglárka (Ranunculus lanuginosus),
- illatos ibolya (Viola odorata),
- kásafű (Milium efusum).
- berki szellőrózsa (Anemone nemorosa),

Montán fajok:
- fürtös bodza (Sambucus racemosa),
- kárpáti aggófű (Senecio nemorensis subsp. fuchsii).

Bolygatásra, zavarásra utaló erdei gyomok:
- fokhagymaszagú kányazsombor (Alliaria petiolata),
- borostyánlevelű veronika (Veronica hederifolia),
- ragadós galaj (Galium aparine),

#### A gyertyános-tölgyesek gombái
A gyertyános-tölgyesekben sok a nagygomba:
- piros csészegomba (Sarcoscypha coccinea);
- ülő gyászoscsészegomba (Pseudoplectania nigrella);
- sárga rókagomba (Cantharellus cibarius),
- szürke rókagomba (Cantharellus cinereus),
- sötét trombitagomba (Cratarellus cornucopioides),
- citromgalóca (Amanita citrina),
- párducgalóca (Amanita pantherina),
- gyilkos galóca (Amanita phalloides) – halálos mérgű faj,
- nyári vargánya (Boletus reticulatus),
- ízletes vargánya (Boletus edulis),
- sötét érdestinóru (Leccinum carpini) – a gyertyánhoz kötődő faj,
- gyertyáncsigagomba (Hygrophorus carpini), – főleg a gyertyánhoz kötődő faj
- galambgomba (Russula spp.),
- tejelőgomba (Lactarius spp.),
- rókaszínű pókhálósgomba (Cortinarius orellanus) – halálos mérgű faj,
- pikkelyes bimbóspöfeteg (Lycoperdon mammiforme),
- kutyaszömörcsög (Mutinus caninus),
- lila pereszke (Lepista nuda),

#### Cseres-tölgyes
A bazaltvidéken ez a legelterjedtebb, természetközeli erdőtársulás. Eredetileg a hegylábaktól 400–500 m-ig lehetett klímazonális, de az emberi beavatkozások hatására természetes élőhelyéről, a völgyekből-hegylábakról igencsak visszahúzódott. Korábbi élőhelyeinek java részére tájidegen akácosokat és fenyveseket ültettek. Több, fennmaradt állományába is betelepült elegyfaként az akác.
A Karancson a cseres-kocsánytalan tölgyes (Quercetum petraeae-cerris) már csak a délnek néző oldalakon maradt fönn, de ott 700 m-ig felhatol. A Medves–Ajnácskői hegységben is csak a meredek, délnek néző oldalakon maradt fönn.
Az erdészeti beavatkozások a magasabb részeken a gyertyán és más, üde termőhelyeket kedvelő fa- és cserjefajok irtásával az üde állományokat félszáraz tölgyesekké alakítják át.
A cseres-kocsánytalan tölgyesek lombkoronája általában egyszintes; az idősebb fák 15–25 m magasak. A lombkoronaszint sok fényt átereszt. A cserjeszint gyengén vagy közepesen fejlett, a gyepszint közepesen vagy erősen zárt.
A lombkoronaszintben a cserfa (Quercus cerris) dominál. További fajok:
- kocsánytalan tölgy (Quercus petraea)),
- közönséges bükk (Fagus sylvatica),
- vadcseresznye (Prunus avium),
- molyhos tölgy (Quercus pubescens),
- barkócaberkenye (Sorbus torminalis),
- mezei juhar (Acer campestre),
- vackor (Pyrus pyraster).

A cserjeszintben a lombkoronaszint fajai mellett jellegzetes:
- gyepűrózsa (Rosa canina),
- egybibés galagonya (Crataegus monogyna),
- kökény (Prunus spinosa),
- rozsdaszínű rózsa (Rosa rubiginosa) – ritka.

Gyakori gyepalkotó fajok:
- ligeti perje (Poa nemoralis),
- erdei szálkaperje (Brachypodium sylvaticum),
- tollas szálkaperje (Brachypodium pinnatum),
- felemás levelű csenkesz (Festuca heterophylla),
- keskenylevelű perje (Poa angustifolia),
- bársonyos kakukkszegfű (Lychnis coronaria),
- zöldvirágú habszegfű (Silene viridiflora),
- erdei pereszlény (Calamintha mentifolia sylvatica).
- édes levelű csüdfű (Astragalus glycyphyllos),
- erdei here (Trifolium medium),
- festőrekettye (Genista tinctoria),

Ritka gyepalkotó fajok:
- Gizella-rózsa (Rosa gisellae),
- magyar bogáncs (Carduus collinus),
- nagy cickafark (Achillea distans).

A pannon cseres-tölgyesek visszaszoruló karakterfajai a gyepszintben:
- vitéz bükköny (Vicia cassubica),
- hegyi sás (Carex montana).

A környezet átalakításának jeleként egyes fajok, mint például a bazaltvidéken a fehér pimpó (Potentilla alba) már nem a cseres-tölgyesekben élnek.

#### A cseres-tölgyesek gombái
A cseres-tölgyesekben sok a nagygomba, ezek megjelenése és egyedszáma azonban sokkal változékonyabb, mint a gyertyános-tölgyesekben: egyes fajok évekig nem fejlesztenek termőtestet.
Kora tavaszi gombák:
- vörösbarna papsapkagomba (Gyromitra fastigiata);
- ízletes kucsmagomba (Morchella esculenta).

Április végétől terem:
- májusi pereszke (Calocybe gambosa).

A melegkedvelő fajok első hullámában, június végétől:
- téglavörös susulyka (Inocybe erubescens),
- nyári vargánya (Boletus reticulatus),
- ízletes vargánya (Boletus edulis).

Augusztustól:
- császárgalóca (Amanita caesarea),
- királytinóru (Boletus regius),
- sátántinóru (Boletus satanas).

Korhadó tölgyeken:
- labirintustapló (Daedalea quercina),
- tölgyfa-terülőgomba (Peniophora quercina).

A tölgyek törzséhez közel:
- gyökeres cölöppereszke (Leucopaxillus macrocephalus),

Ősszel termő nemzetségek:
- pókhálósgombák (Cortinarius spp.),
- tejelőgombák (Lactarius spp.),
- fakógombák (Hebeloma spp.),

Ritkán, de a felszínen is előfordul:
- szarvasgombák (Tuber ssp.),

#### Molyhos tölgyes
A területen a molyhos tölgyerdők többnyire viszonylag nyíltak, bokorerdőszerűek; a zártabb, magasabb lombkoronájú típus ritkább.
1. A zárt molyhos tölgyes, avagy melegkedvelő tölgyes (Corno-Quercetum pubescentis) lombkoronája is viszonylag alacsony (12 m) körüli. Tömegesen előforduló fafajai:
- molyhos tölgy (),
- kocsánytalan tölgy (),
- csertölgy ().

Elegyfaként, szálanként jelenik meg:
- barkóca (Sorbus torminalis),
- mezei juhar (Acer campestre).

A közepesen fejlett cserjeszintben a lombkoronaszint fajai mellett gyakori még:
- gyepűrózsa (Rosa canina),
- mezei rózsa (Rosa agrestis),
- rozsdaszínű rózsa (Rosa rubiginosa),
- fagyal (Ligustrum spp.),
- pukkanó dudafürt (Colutea arborescens).

A gyepszint a nyár elején igen fejlett. Benne tömeges:
- sujtár (Laser trilobium),
- erdei csukóka (Scutellaria sp.),
- illatos ibolya (Viola odorata),
- egyvirágú gyöngyperje (Melica uniflora),
- sarlós gamandor (Teucrium chamaedrys),
- erdei gyöngyköles (Lithospermum purpureo-coeruleum).

Csak egyes helyeken jelenik meg:
- pilisi bükköny (Vicia sparsiflora),
- macskahere (Phlomis tuberosa),
- széleslevelű bordamag (Laserpitium latifolium),

A Karancson sok a jajrózsa (Rosa spinosissima).
2. A bokorerdő jellegű molyhos tölgyes változatos alapkőzeteken (főleg andeziteken és törmelékes üledékeken) megtalálható; a meszes, oligocén homokkövön növő típusában sok a homokpusztákon megszokott növényfaj, ezért ezt egyes szerzők önálló társulásnak (Epipactio microphyllae–Quercetum pubescentis) írták le.
A bokorerdő jellegű molyhos tölgyesek többnyire a délnek néző, meredek oldalakon nőnek. Lombkoronaszintjük alacsony (5–9 m) és meglehetősen nyitott. Cserjeszintjük a talajtakaró vastagságának függvényében lehet közepesen fejlett, de sziklás talajon akár teljesen hiányozhat is.
A lombkoronaszint két, uralkodó faja a molyhos tölgy és a csertölgy. Jellegzetes, de ritkább fajok:
- közönséges bükk (Fagus sylvatica),
- virágos kőris (Fraxinum ornus).

A lombkoronaszint gyakori félparazitája a sárga fagyöngy ().
A cserjeszint állandó faja:
- pukkanó dudafürt (Colutea arborescens),

A cserjeszint ritkább fajai:
- Gizella-rózsa (Rosa elliptica),
- mezei rózsa (Rosa agrestis),
- pannon madárbirs (Cotoneaster matrensis),
- varjútövisbenge (Rhamnus catharticus),
- dunai berkenye (Sorbus x danubialis),
- parlagi rózsa (Rosa gallica) – helyenként tömeges,
- boróka (Juniperus communis),
- húsos som (Cornus mas) – igen ritka,

A fajgazdag gyepszint ritka, védett elemei:
- harangcsillag (Asyneuma canescens),
- pillás zanót (Chamaecytisus ciliatus),
- majomkosbor (Orchis simia).

A gyepszint jellemző fajai:
- tollas szálkaperje (Brachypodium pinnatum),
- lappangó sás (Carex humilis),
- kardos peremizs (Inula ensifolia),
- kései perje (Cleistogenes serotina),
- szarvas kocsord (Peucedanum cervaria),
- sárgás sás (Carex michelii),
- sarlós buvákfű (Bupleurum falcatum),
- csillagőszirózsa (Aster amellus),
- hegyi gamandor (Teucrium montanum),
- magyar repcsény (Erysimum odoratum),
- sziklai repcsény (Erysimum crepidifolium),
- színeváltó kutyatej (Euphorbia epithymoides),

és számos orchidea (Epipactis spp., Orchis spp., Cephalanthera spp., Platanthera bifolia, Neottia nidus-avis):

#### A molyhos tölgyesek gombái
Az erdőtípus száraz és nyitott jellege miatt kevés benne a nagygomba. Jellemző fajok:
- óriás tölcsérgomba (Clitocybe geotropa),
- erősillatú pókhálósgomba (Cortinarius parfumatus),
- foltos galambgomba fakó változata (Russula maculata var. bresadoliana),
- márványos tölcsérpereszke (Lepista luscina),
- repedéses szétesőpöfeteg (Lycoperdon utriforme),
- nyári vargánya (Boletus reticulatus),
- fodros papsapkagomba (Helvella crispa),

#### Sziklai sztyepperdő
Az Északi-középhegységben meglehetősen gyakori sziklai sztyepperdő (Tilio-Fraxinetum excelsioris) e tájegységen csak a Salgó sziklás, meglehetősen meredek lejtőjén, 500–600 m magasan, a szubmontán bükkös, illetve a gyertyános–tölgyes zónában jelenik meg. Az egyéb bazaltkibúváson más, gyakorta cserjés társulások helyettesítik. A Salgón a sziklai sztyepperdő lombkoronája meglehetősen gyengén zár; magassága legfeljebb 15 m, a fák csúcsa gyakran szárad. Uralkodó fafajai a
- hárs (Tilia spp.) és a
- magas kőris (Fraxinus excelsior),

de gyakori még a
- kocsánytalan tölgy (Quercus petraea) és a
- közönséges gyertyán (Carpinus betulus) is.

A cserjeszint gyengén-közepesen fejlett, de meglehetősen fajgazdag. Jellemző fajai:
- pannon madárbirs (Cotoneaster matrensis),
- bibircses kecskerágó (Euonymus verrucosus),
- sziklai gyöngyvessző (Spiranthes aestivalis),
- lisztes berkenye (Sorbus aria),
- jajrózsa (Rosa spinosissima),

#### Mészkerülő tölgyes
A mészkerülő tölgyeseknek két típusa is előfordul a területen.
1. A zártabb és magasabb lombkoronájú típus (Deschampsio flexuosae-Quercetum sessiflorae) leggyakrabban a nyugatnak néző oldalakon és völgyekben fordulnak elő, de magasabb helyzetben (600–700 m) egyes lankásabb, délnek lejtő oldalakon, illetve árnyasabb völgyekben is megtalálhatjuk őket. E típus átmenete a kisavanyodó talajokon növő kocsánytalan tölgyesek felé folyamatos.
A lombkoronaszint uralkodó faja a kocsánytalan tölgy (Quercus petraea). Mellette előfordul:
- barkóca (Sorbus torminalis),
- közönséges bükk (Fagus sylvatica),
- erdeifenyő (Pinus silvestris).

Cserjeszintje jóformán nincs, gyepszintje többnyire lazán záródik.
Fontosabb fűfélék:
- erdei nádtippan (Calamagrostis neglecta),
- cérnatippan (Agrostis capillaris),
- ligeti perje (Poa nemoralis),
- több hölgymál (Hieracium sp.),
  - fürtös hölgymál (Hieracium racemosum),
  - olasz hölgymál (Hieracium sabaudum),
  - közönséges hölgymál (Hieracium lachenalii),
- orvosi veronika (Veronica officinalis),
- festőrekettye (Genista tinctoria),
- kereklevelű harangvirág (Campanula rotundifolia),
- enyves szegfű (Lychnis viscaria),
- sárga gyűszűvirág (Digitalis grandiflora),
- felemáslevelű csenkesz (Festuca heterophylla),
- kopasz fenyőspárga (Monotrpa hypopitys subsp. hypophegea),
- fénytelen galaj (Galium schultesii),
- több perjeszittyó (Luzula sp.),
  - fehér perjeszittyó (Luzula luzuloides),
  - mezei perjeszittyó (Luzula campestris),
  - Luzula divulgata,
  - sokvirágú perjeszittyó (Luzula multiflora),
  - halvány perjeszittyó (Luzula pallescens),
- fekete fodorka (Asplenium adiantum-nigrum) – helyi karakterfaj két termőhelyen,

2. A másik típus az előbbinél zordabb körülmények között előforduló rekettyés tölgyes (Genisto pilosae-Quercetum) csak a Karancson található meg – többnyire homokkövön, a délnek néző, meredek lejtőkön egészen azok tetejéig (bár 600–700 m között már igen fajszegények). Lombkoronája a másik típusénál nyíltabb, alacsonyabb, egyszintes. A kocsánytalan tölgy mellett megjelenik benne:
- molyhos tölgy (Quercus pubescens),
- csertölgy (Quercus cerris),
- rezgő nyár (Populus tremula),
- közönséges gyertyán (Carpinus betulus),
- közönséges bükk (Fagus sylvatica),
- barkóca (Sorbus torminalis).

A senyvedő fákon könnyen megtelepszik a félélősködő sárga fagyöngy (Loranthus europaeus),
E változat cserjeszintje is rendkívül csökevényes.
A gyepszintben tömeges fajok:
- ligeti perje (Poa nemoralis),
- selymes rekettye (Genista pilosa, ez a névadó faj),
- fehér perjeszittyó (Luzula luzuloides).

A gyepszintben gyakori még:
- hegyi hagyma (Allium senescens ssp. montanum),
- hölgymál (Hieracium sp.),
  - fürtös hölgymál (Hieracium racemosum),
  - magas hölgymál (Hieracium bauhinii),
  - foltos hölgymál (Hieracium maculatum),
  - közönséges hölgymál (Hieracium lachenalii).

További, jellemző fajok a gyepszintben:
- lappangó sás (Carex humilis),
- kereklevelű harangvirág (Campanula rotundifolia),
- réti margitvirág (Leucanthemum vulgare),
- sarlós buvákfű (Bupleurum falcatum),
- dunai berkenye (Sorbus danubialis),
- pillás zanót (Chamaecytisus hirsutus ssp. ciliatus),
- kétlaki macskatalp (Antennaria dioica).

Az erdő egykori kiélésére emlékeztet:
- közönséges boróka (Juniperus communis),
- illatos borjúpázsit (Anthoxanthum odoratum),
- kékcsillag (Jasione montana),
- közönséges szemvidítófű (Euphrasia stricta).

Mohaszintje gyengén vagy közepesen fejlett.
Jellemző nagygombái:
- farkastinóru (Boletus calopus),
- pikkelyes tinóru (Strobilomyces strobilaceus),

### Égeresek
Patakparti égerligetek eredetileg a szurdokvölgyek alsó-középső szakaszán nőttek, gyertyános–tölgyesekkel váltakozva. A bolygatás hatására fajösszetételük jelentősen átalakult; a természetközeli állapotú égeresek 300 m fölé szorultak vissza.
A Medves-Ajnácskői hegység 515 m fölött is megtalálható égereseinek (Aegopodio-Alnetum) lomboronája általában kétszintű. A felső (20–30 m) szint igen változó mértékben (25–90%) zárt; az alsó szint többnyire gyengén fejlett.
A fölső szint uralkodó növényei:
- enyves éger (Alnus glutinosa),
- közönséges bükk (Fagus sylvatica).

Az alsó lombkoronaszint fái:
- közönséges gyertyán (Carpinus betulus),
- mezei juhar (Acer campestre),
- hegyi juhar (Acer pseudoplatanus).

A cserjeszint gyengén-közepesen fejlett. A lombkoronaszintek fajai mellett gyakori benne:
- közönséges mogyoró (Corylus avellana),
- cseregalagonya (Crataegus laevigata),
- veresgyűrű som (Cornus sanguinea),
- fekete bodza (Sambucus nigra),
- vörös ribiszke (Ribes rubrum),
- fekete ribiszke (Ribes nigrum).

A gyepszint különösen kora tavasszal fejlett:
- ikrás fogasír (Dentaria glandulosa ),
- salátaboglárka (Ficaria verna),
- bogláros szellőrózsa (Anemone ranunculoides),
- fehér galambvirág ( (Enemion occidentale).

A gyepszint fajai az év második felében:
- podagrafű (Aegopodium podagraria ),
- aranyos veselke (Chrysosplenium alternifolium),
- nagy csalán (Urtica dioica),
- erdei madársóska (Oxalis acetosella ),
- erdei varázslófű (Circaea lutetiana),
- többféle sás (Carex remota, Carex syvatica, Carex pilosa, Carex pendula),
- keserű kakukktorma (Cardamine amara),
- farkasszőlő (Paris quadrifolia),
- erdei zsurló (Equisetum sylvaticum),
- többféle haraszt.

A gyepszint kiegészítő fajai a bazaltvidéken:
- struccpáfrány (Matteuccia struthiopteris),
- pézsmaboglár (Adoxa moschatellina),

#### Az égeresek gombái
Gyökérkapcsolt gombák:
- éger-cölöpgomba (Paxillus filamentosus),
- éger-tinóru (Gyrodon lividus),
- lila tejelőgomba (Lactarius lilacinus),
- lápigomba (Naucoria spp. = Alnicola spp.) (törzs alján is nő).

## Cserjetársulások

### Sziklai cserjések
Sziklai cserjések ott vannak, ahol a sziklai gyöngyvessző (Spiranthes aestivalis) nő – meredek, sziklás lejtőkön, egy termőhely kivételével bazalton, gyakran pannon madárbirssel (Cotoneaster matrensis) elegyest. Gyakori még a gyepűrózsa (Rosa canina) és a bibircses kecskerágó (Euonymus europeus).
Ritkább fajok:
- jajrózsa (Rosa spinosissima),
- déli berkenye (Sorbus graeca),
- csepleszmeggy (Cerasus fruticosa),
- mezei szil (Ulmus minor),
- havasalji rózsa (Rosa pendulina),
- magas kőris (Fraxinus excelsior),
- háromszínű árvácska (Viola tricolor) ritkább alfajai,

A gyepszint borítása több tényező függvénye. Uralkodó fajai:
- északi fodorka (Asplenium septentrionale),
- aranyos fodorka (Asplenium trichomanes),
- hegyi hagyma (Allium montanum),
- közönséges édesgyökerű páfrány (Polypodium vulgare),
- sárga kövirózsa (Sempervivum globiferum subsp. hirtum),
- hólyagpáfrány (Cystopteris fragilis),
- enyves szegfű (Lychnis viscaria),
- sziklai csenkesz (Festuca pseudodalmatica)

ugyanazok, mint amik a sziklahasadékokban is nőnek.
További, jellemző fajok:
- közönséges macskagyökér (Valeriana stolonifera),
- hegyi árvalányhaj (Stipa pennata),
- magyar bogáncs (Carduus collinus),
- erdélyi gyöngyperje (Melica trassylvanica),
- törpe nőszirom (Iris pumila),
- tarka nőszirom (Iris variegata),
- szirti sziklaiternye (Aurinia saxatile).

A Waldstein-pimpó (Waldsteinia geoides) csak a Salgó hegyen nő.
A mohaszint az északi oldalakon fejlettebb, mint a délnek nézőkön. A leggyakoribb mohafajok:
- ciprusmoha (Hypnum cupressiforme),
- seprőmoha (Dicranum scoparium),

a leggyakoribb zuzmó a kutyazuzmó (Peltigera canina).

### Legelőcserjések
A kistájon korábban általános kültéri állattartás egyre inkább visszaszorul, a szukcesszió első lépéseként az egykori legelők fokozatosan cserjésednek. Jellegzetes, pionír cserjefajok:
- kökény (Prunus spinosa),
- galagonyák (Crategus spp.):
  - egybibés galagonya (Crategus monogyna),
  - cseregalagonya (Crategus laevigata),
- vackor (vadkörte, Pyrus pyraster),
- közönséges boróka (Juniperus communis)
- vadrózsa (Rosa):
  - gyepűrózsa (Rosa canina)
  - rozsdaszínű rózsa (Rosa rubiginosa)
  - mezei rózsa (Rosa agrestis)
- földi szeder (vadszeder, tüskétlen szeder, Rubus fruticosus)
- mezei juhar (Acer campestre),
- veresgyűrű som (Cornus sanguinea),
- rezgő nyár (Populus tremula),
- közönséges nyír (Betula pendula),
- varjútövis (Rhamnus catharticus, Rhamnus cathartica),

és persze a környező erdők fáinak csemetéi.
Ritkább fajok:
- Gizella-rózsa (Rosa gisellae)
- kányabangita (Viburnum opulus)
- sóskaborbolya (Berberis vulgaris)
- pukkanó dudafürt (Colutea arborescens)

A legelőcserjések gyepszintje a cserjés zártságától, a lejtés irányától és a talaj jellegétől függően igen változatos; benne a kaszálók és legelők fejezetekben felsorolt fajok uralkodnak.

### A legelőcserjések gombái
- Szerves anyagban gazdag talajon, a bokrok árnyékában:
  - erdőszéli csiperke (Agaricus arvensis).
- A galagonya és a kökény közelében, boszorkánykörökben:
  - tövisalja-döggomba (Entoloma clypeatum).
- Szikkadó trágyadarabokon:
  - félgömb alakú harmatgomba (Stropharia semiglobata)
  - csipkés trágyagomba (Panaeolus papilionaceus)

## Vízi, vízközeli növényzet
A Karancs–Medves vidékén a kimondottan vízi (hidro- és higrofil) növényzet meglehetősen ritka. A szukcessziós sor a nyílt vízi hínártársulásoktól a mocsári növényzet társulásain át jut el a nedvességkedvelő rétekhez.

### Hínárnövényzet
A hínártársulások fő típusai:
- rögzült hínarasok (Potametea),
- csillárkagyepek (Charetea fragilis),
- felszíni lebegőhínarasok (Lemnetea).

1. A rögzült hínarasok összetettebb struktúrájú, fajgazdagabb társulásai a víztározók mélyebb vizeiben fordulnak elő:
- keserűfű-hínártársulás (Polygonetum amphibii) a gömöralmágyi víztározóban;
- fésűs békaszőlő-hínártársulás (Potametum pectinati) három szlovákiai víztározóban.

A harmaci és a Gortva-tavi víztározó ritka növénytársulása kopasz víziboglárkás (Ranunculetum rionii).
A Gortva-patak medrének egy szakaszán Ajnácskőtől nem messze a mocsárhúr (Callitriche palustris) uralkodik el.
2. A felszíni lebegőhínarasok sekélyebb, leginkább (többnyire gödrökben kialakuló) időszakos vizek felszínét foglalják el.
Egyes időszakos tocsogókra, valamint Ajnácskőtől nem messze a Gortva menti mélyedésekre a rence-békalencsehínártársulás (Lemno–Utricularietum vulgaris) jellemző.
Almágy, Harmac és Gömörpéterfalva mellett az apró békalencsés társulás (Lemnetum minoris) fejlődött ki.
3. A legritkább nyíltvízi társulás a csillárkagyepeké, mivel a csillárkamoszatokat a vegetációs időszakban rendszerint elnyomják a versenyképesebb vízi és mocsári társulások. Így például a tajti víztározó parti övében 2003-ban még tömeges Chara globularis 2006-ra teljesen eltűnt. A korláti bazaltbánya felhagyott gödreiben 1995-ben jelent meg tömegesen a leggyakoribb csillárkafaj, a Chara tomentosa. A 2000-es évek vége felé Karancsberény környékén találunk csillárkamoszatgyepeket.

### Különböző társulások ritka vízinövényei
pajzsos víziboglárka (Ranunculus peltatus)
- víziboglárka (Batrachium):
- hínáros víziboglárka (Batrachium trichophyllum),
- nagy víziboglárka (Batrachium aquatile),
- keresztes békalencse (L trisulca),
- füzéres süllőhínár (Myriophyllum verticillatum),
- békaszőlő (Potamogeton),
  - bodros békaszőlő (Potamogeton crispus),
  - felemáslevelű békaszőlő (Potamogeton gramineus),
  - fésűs békaszőlő (Potamogeton pectinatus),
  - úszó békaszőlő (Potamogeton pusillus),
  - sertelevelű békaszőlő (Potamogeton trichoides),
- úszó békaszőlő (Potamogeton natans),
- közönséges rence (Urticularia vulgaris),
- pongyola rence (Urticularia australis),
- érdes tócsagaz (Ceratophyllum demersum),
- tófonál (Zannichellia palustris),

### Forrásgyep
A források alatt, a völgyfőkben gyakoriak a kisebb-nagyobb mésztufagátak; a kimondottan vízkedvelő növényekkel jellemezhető, két-három szintes, de általában 1 m-nél alacsonyabb forrásgyep (Caricion remotae) gyakran ezeken fejlődik ki.
A sekély víz felszínén szőnyeget alkotó növények:
- fodros harmatkása (Glyceria plicata),
- keserű kakukktorma (Cardamine amara),
- aranyos veselke (Chrysosplenium alternifolium),
- kúszó boglárka (Ranunculus repens).

A gyepszintben tömeges lehet a magaskórósokban és patakparti nádasokban is gyakori erdei nenyúljhozzám (Impatiens noli-tangere). Ritkább fajok:
- szálkás pajzsika (Dryopteris carthusiana),
- széles pajzsika pajzsika (Dryopteris dilatata),
- hölgypáfrány (Athyrium filix-femina),
- ritkás sás (Carex remota),
- rózsaszínű füzike (Epilobium roseum),
- négyélű füzike (Epilobium tetragonum),
- hegyi füzike vagy erdei füzike (Epilobium montanum),
- berki harmatkása (Glyceria nemoralis),
- erdei zsurló (Equisetum silvaticum),
- lecsüngő sás (Carex pendula),
- hegyi veronika (Veronica montana),
- forrásperje (Catabrosa aquatica),
- csermelyaggófű (Tephroseris crispa),

### Partmenti nádasok
A patakmenti nádasok (Gycerio-Sparganion) többségének fajösszetételét jelentősen befolyásolta az emberi beavatkozás (a meder kotrása, a kaszálás stb.), a külterjes gazdálkodás csökkenése óta azonban ezek élőhelyek az áradások és egyéb, kedvező természeti adottságaik jóvoltából gyorsan regenerálódnak. A társulás jellemzően többszintes; a fölső szintje 1–2 m magas.
Fontosabb kétszikűek:
- fodros harmatkása (Glyceria plicata),
- réti harmatkása (Glyceria fluitans),
- vízi harmatkása (Glyceria maxima),
- sovány perje (Poa trivialis),
- rizsfű (Leersia orizoides) – ritka,
- póléveronika (Veronica anagallis-aquatica),
- deréceveronika (ártéri veronika, Veronica beccabunga),
- vízi menta (Mentha aquatica).

Fontosabb egyszikű:
- ágas békabuzogány (Sparganium erectum).

Gyorsan folyó, köves vagy kavicsos medrű vizekben:
- keskenylevelű békakorsó (Berula erecta).

Sekély vízben tömeges lehet:
- mételykóró (Oenanthe aquatica),

A lassú, eliszaposodott vizek és a víztározók parti-partmenti társulása a virágkákás (Butomo-Alismatetum plantaginis-aquaticae); a tocsogóké és a kisebb, gyakran kiszáradó állóvizeké a csetkákás (Eleocharitetum palustris) – ez az élőhely jellegéből adódóan mindig kis foltokon jelenik meg. E társulások ritka és veszélyeztetett fajait:
- virágkáka (Butomus umbellatus),
- bugás sás (Carex paniculata),
- villás sás (Carex pseudocyperus),
- nádképű boglárka (Ranunculus lingua),
- dárdás csukóka (Scutellaria hastifolia),
- vízi gamandor (Teucrium scordium),

a tájegység szlovákiai részéről írták le.

### A forrásgyepek és a patakmenti nádasok gombái
A korhadó leveleken:
- halványkék harmatgomba (Stropharia albocyanea),
- cingár kénvirággomba (Hypholoma udum),
- néhány turjángomba (Galerina) és
- néhány békagomba (Omphalina).

## Mocsári növényzet
A vízi növénytársulásoknál nagyobb területet borítanak a mocsáriak:
1. főleg a víztározók körül, kisebbrészt a patakok melletti nagyobb mélyedésekben nőnek a nádasok;
2. az időszakosan elöntött laposokon, másodlagosan, többnyire az égeresek és keményfaligetek helyén alakulnak ki a magassásosok;
3. a gyorsan és többnyire emberi beavatkozásra változó körülményekhez a legjobban az egyéves mocsári társulások alkalmazkodnak.

### Nádasok
A területen igen sokféle part menti nádas (Phragmition communis) társulás nő. Gyepszintjük általában magas (1–3 m), de igen fajszegény. Leggyakoribb fajtájuk a széleslevelű gyékényes (Typhenum latifoliae), a legritkább a rizsgyékényes (Typhenum laxmannii). A békabuzogányos Sparganietum erecti helyenként a szabályozott, iszapos patakmedreket is benőheti.
További nádas társulások:
- fodros harmatkásás (Glycerietum aquaticae),
- közönséges nádas (Phragmitetum vulgaris),
- keskenylevelű gyékényes (Typhenum angustifoliae).

### Magassásosok
A magassásosok szerkezete meglehetősen egyszerű. Gyepszintjük 1–2 m magas; fajkészletük igen hasonló a magaskórós és part menti nádas társulásokéhoz. Leggyakoribb kísérő fajaik:
- mocsári nőszirom (Iris pseudacorus),
- közönséges lizinka (Lysimachia vulgaris),
- mocsári gólyahír (Caltha palustris),
- szürke aszat (Cirsium canum),
- mocsári galaj (Galium palustre).

A 2000-es években megjelent néhány, Magyarországon védett magaskórófaj is, mint például:
- mocsári csorbóka (Sonchus palustris) – Magyarországon őshonos,
- örménygyökér (Inula helenium) – archeofiton faj.

### Egyéves mocsári társulások
1. A különböző farkasfogtársulások (Bidention tripartitae) bolygatás hatására alakulnak ki:
- az álló vagy lassan folyó vizek időnként kiszáradó partjain,
- a tavacskák, vízfolyások medrében,
- az időnként elöntött mélyedésekben,
- a víztározók partvidékén,
- az udvarok vizenyős gödreibenm
- az állattartó gazdaságok környékén.

Gyakoribb fajtáik:
- tengeri lóromos (Rumicetum maritimi),
- lóromos–ecsetpázsitos Rumici crispi–Alopecuretum aequalis,
- torzsikaboglárkás (Ranunculetum scelerati),
- farkasfogas–borsos keserűfüves (Bidenti-Polygonetum hydropiperis).

E társulások jellegzetes növényei:
- különböző farkasfogfajok:
  - subás farkasfog (Bidens tripartitus),
  - bókoló farkasfog (Bidens cernua),
  - barnás farkasfog (Bidens frondosa);
- különböző keserűfűfajok:
  - borsos keserűfű (szelíd keserűfű, Persicaria hydropiper),
  - lapulevelű keserűfű (Persicaria lapathifolia),
  - baracklevelű keserűfű (Persicaria maculata);
- továbbá:
  - mocsári ecsetpázsit (Alopecurus aequalis)
  - torzsikaboglárka (Ranunculus sceleratus)
  - tengeri lórom (Rumex maritimus)

2. A törpekákás iszaptársulások (Isoëto-Nanojuncetea) többnyire egynyári fajai sekély vízben kezdenek növekedni, és annak kiszáradása után fejlődnek ki. E társulások jellemző fajai:
- barna palka (Cyperus fuscus),
- iszapgyopár (Gnaphalium uliginosum),
- fülemüleszittyó (Juncus articulatus),
- varangyszittyó (Juncus bufonius),

ritkaságnak számít az iszaprojt (Limosella aquatica).

### A mocsári társulások gombái
A magassásosok zsombékjai között nő:
- narancsvörös szegfűgomba (Marasmius graminum),
- mocsári rétgomba (Agrocybe paludosa),
- bocskoros csiperke (Agaricus gennadii),

### Patak menti magaskórósok
A kisebb vízfolyások magaskórósai (Filipendulo-Petasition és Calthion) a patakmenti erdők kiirtása után a legeltetés hatására alakultak ki a völgytalpakon, ritkábban a vizenyős erdőszéleken. Ezeknek az embernyi magas, többszintes társulásoknak az uralkodó fajai:
- vörös acsalapu (Petasites hybridus),
- halvány aszat (Cirsium oleraceum),
- podagrafű (Aegopodium podagraria),
- erdei angyalgyökér (Angelica sylvestris),
- réti legyezőfű (Filipendula ulmaria),
- borzas füzény (Epilobium hirsutum),
- erdei deréce (Epilobium angustifolium),
- óriás zsurló (Equisetum telmateia).

Jellegzetes kísérő fajaik:
- mocsári gólyaorr (Geranium palustre),
- dárdás csukóka (Scutellaria hastifolia),
- vízmelléki csukóka (Scutellaria galericulata),
- fűszeres baraboly (Chaerophyllum aromaticum),
- erdei fejvirág (Cephalaria pilosa).

A szélesebb, naposabb részeken válhat uralkodóvá az erdei káka (Scirpus syvaticus). Ezt a partmenti nádasokra (is) jellemző fajok:
- sédkender (Eupatorium cannabium),
- vízi peszérce (Lycopus europaeus),
- réti füzény (Lythrum salicaria)

kísérik. A fajgazdag állományok mára erősen megritkultak.

### A patak menti magaskórósok gombái
A tápanyagdús, nedves talajon nő:
- őzlábgomba (Lepiota spp.),
- porhanyósgomba (Psathyrella spp.),
- kígyógomba (Mycena spp.),
- pelyhestönkű fülőke (Gymnopus confluens) – akár seregesen is.

A fűzfák gyökereihez kötődik:
- füzes pókhálósgomba (Cortinarius urbicus).

A korhadó fatörzseken él:
- nyár-fagomba (Lentinus tigrinus), helyenként tömegesen,
- sereges korallgomba (Artomyces pyxidatus), jóval ritkábban.

A lehullott, korhadó ágakon helyenként tömegesen terem a porcos csészegomba (Ascocoryne sarcoides).

## Rétek, legelők

### Kaszálók
Az állattartáshoz takarmányt és almot biztosító kaszálókat (Molinio-Arrhenatheretea) általában a dús, úgynevezett édes füvet termő réteken alakították ki, de mivel ilyen viszonylag kevés volt, szükség idején a félszáraz oldalakról is gyűjtöttek szénát. Ínség idején alomnak a „savanyú füveknek” nevezett sásokat is kaszálták. Gyakran okozott nagy gondot, hogy a nagy esők után lezúduló víz- és sártömeg eliszaposította a jó füvet adó réteket.
A tájegység három fő kaszálótípusa:
1. mocsárrét (a nedves völgytalpakon),
2. üde, többletvíz nélküli kaszálórét,
3. félszáraz kaszáló a tölgyes öv napos oldalain.

1. A mocsárrétek az égerligetek és keményfaligetek helyén alakultak ki; hóolvadás idején és nagyobb esők után gyakran elöntötte őket a víz. Növényzetük az üde típussal közös elemei:
- réti csenkesz (Festuca pratensis),
- réti perje (Poa pratensis),
- pelyhes selyemperje (Holcus lanatus),
- réti ecsetpázsit (Alopecurus pratensis),
- réti kakukkszegfű (Lychnis flos-cuculi),
- réti boglárka (Ranunculus acris),

A többszintes gyepszint fölső szintjének jellemző fajai:
- az édes füves típusban:
  - nádképű csenkesz (Festuca arundinacea) és a
  - pántlikafű (Phalaroides arundinacea);
- a sásos típusban:
  - rókasás (Carex vulpina),
  - szürke aszat (Cirsium canum).

A második gyepszint jellemző fajai:
- borzas sás (Carex hirta),
- fehér tippan (Agrostis stolonifera),
- réti lednek (Lathyrus pratensis).

Az alsóbb szintekben nő:
- mocsári gólyahír (Caltha palustris),
- réti sás (Carex distans),
- pénzlevelű lizinka (Lysimachia nummularia),
- mocsári csetkáka (Eleocharis palustris) és

egyes lápréti fajok:
- keskeny levelű gyapjúsás (Eriophorum angustifolium),
- széles levelű gyapjúsás (Eriophorum latifolium),
- muharsás (Carex panicea),
- sárga sás (Carex flava),
- kétlaki macskagyökér (Valeriana dioica),
- csikorgófű (Gratiola officinalis),
- fényes borkóró (Thalictrum lucidum),
- pajzsos veronika (Veronica scutellata),
- bársonykerep (Tetragonolobus maritimus).

Fentieken kívül a Medves fennsíkján gyepalkotó faj az egyébként a tiszántúli szikesekre jellemző hernyópázsit (Beckmannia eruciformis) is.
2. Az üde kaszálóréteknek nemcsak fajkészlete, de szerkezete is hasonló a mocsárrétekéhez.
Jellemző, gyakoribb növényfajok:
- közönséges cickafark (Achillea millefolium),
- franciaperje (Arrhenaterum elatius),
- illatos borjúpázsit (Anthoxanthum odoratum),
- vörös csenkesz (Festuca rubra),
- sokvirágú boglárka (Ranunculus polyanthemus).

Szintén sajátos, de jóval ritkább:
- bókoló rozsnok (Bromus commutatus),
- pelyhes zabfű (Avenula pubescens).

A legelőkkel közös fajok:
- hegyi kakukkfű (Thymus pulegioides),
- sovány ibolya (Viola canina),
- tollas imola (Centaurea macroptylon),
- apró here (Trifolium dubium).

3. A félszáraz kaszálók két, tömegesen megjelenő faja:
- tollas szálkaperje (Brachypodium pinnatum),
- sudár rozsnok (Bromus erectus);

foltokban jelenik meg az élesmosófű (Chrysopogon gryllus).
A bolygatott állományokra jellemző fajok:
- fenyérfű (Bothriochloa ischaemum),
- siskanádtippan (Calamagrostis epigeios).

Fontosabb szórványfajok:
- nagyvirágú gyíkfű (Prunella grandiflora),
- harangcsillag (Asyneuma canescens),
- kardos peremizs (Inula ensifolia),
- fűzlevelű peremizs (Inula salicina),
- ágas homokliliom (Anthericum ramosum),
- hegyi gamandor (Teucrium montanum),
- borzas len (Linum hirsutum),
- cicó (Thymelaea passerina),
- agárkosbor (Orchis morio),
- bíboros kosbor (Orchis purpurea),

### Legelők
A hagyományos mezőgazdaság részeként a külterjes állattartás alaposan átalakította a táj növényzetét: e folyamat eredményeként alakultak ki a legelők, majd a felhagyása utáni szukcesszió eredményei a fentebb ismertetett legelőcserjések.
A termőhelyi adottságok függvényében változatos gyeptípusok alakultak ki:
1. A szárazabb, naposabb helyeken (az egykori száraz, nyílt tölgyesek és lejtősztyeppek helyén) a sodrott, szálas levelű füvek:
- csenkeszek:
  - pusztai csenkesz (barázdált csenkesz, Festuca rupicola),
  - vékony csenkesz (Festuca valesiaca),
  - felemáslevelű csenkesz (Festuca heterophylla),
  - sovány csenkesz (Festuca pseudovina);
- ritkábban az árvalányhajak:
  - pusztai árvalányhaj (hegyi árvalányhaj, Stipa pennata),
  - csinos árvalányhaj (Stipa pulcherrima),
  - bozontos árvalányhaj (Stipa dasyphylla),
  - kunkorgó árvalányhaj (Stipa capillata)

szaporodtak el.
2. Az egykori cseres-tölgyesek helyén főleg a széles levelű füvek:
- tollas szálkaperje (Brachypodium pinnatum),
- fenyérfű (Botriochloa ischaemum)
- éles mosófű (Chrysopogon gryllus)

uralkodtak el.
3. a félüde–üde élőhelyeken (az egykori cseres-tölgyesek, gyertyános-tölgyesek, bükkösök helyén) szintén szélesebb levelű, de a kiszáradást kevésbé tűrő fajok:
- réti csenkesz (Festuca pratensis),
- cincor (Cynosurus cristatus)
- angol perje (Lolium perenne)

nőnek.
Ahogy ezek a rétek cserjésednek, eltűnik róluk a korábban gyakori háromfogfű (Sieglingia decumbens) és szőrfű (Nardus stricta).
4. A nedvesebb élőhelyeken (a keményfaligetek és égeresek helyén főleg a
- szittyó (Juncus):
  - csavarodó ágú szittyó (Juncus effusus),
  - deres szittyó (Juncus inflexus),
  - csomós szittyó (Juncus conglomeratus) és
- sás (Carex):
  - mocsári sás (Carex acutiformis),
  - éles sás (Carex gracilis)fajok szaporodnak el,

és közöttük ugyancsak tömegesen jelenik meg a gyepes sédbúza (Deschampsia caespitosa).
További, a legelőkön gyakori növények:
- here (Trifolium):
  - fehér here (Trifolium repens),
  - vöröshere (Trifolium pratense),
  - eperhere (Trifolium fragiferum),
  - mezei here (Trifolium campestre);
- csüdfű (Astragalus):
  - zászlós csüdfű (Astragalus onobrychis),
  - hólyagos csüdfű (Astragalus cicer);
- iglice (Ononis),
  - tövises iglice (Ononis spinosa),
  - mezei zsurló (Ononis arvense);
- rózsa (Rosa),
- parlagi rózsa (Rosa gallica),
- Gizella-rózsa (Rosa agrestis),
- gyepűrózsa (Rosa canina),

valamint az
- apróbojtorján (Agrymonia eupatoria),
- sárkerep lucerna (Medicago falcata).

Mindig legeltetésre utaló fajok:
- gyapjas aszat (Cirsium eriophotum),
- sármányvirág (Sideritis montana),
- rozsdaszínű rózsa (Rosa rubiginosa)),
- őszi kikerics (Colchicum autumnale).

Ritka, védett, a kaszálórétekkel közös fajok:
- agárkosbor (Orchis morio),
- kétlaki macskatalp (Antennaria dioica),
- bársonyos kakukkszegfű (Dianthus deltoides),
- fűképű lednek (Lathyrus nissolia),
- patkófű (Hippocrepis comosa),
- sváb rekettye (Genista germanica),
- hangyabogáncs (Jurinea mollis),
- borzas len (Linum hirsutum),
- pillás zanót (Cytisus ciliatus, Chamaecytisus hirsutus ssp. ciliatus).

### A kaszálók és legelők gombái
A kaszálók magas füvében él:
- nagyspórás csiperke (Agaricus macrosporus),
- gyűrűs pereszke (Calocybe constricta).

Az alacsonyabb gyepet kedveli a fehér nedűgomba (Hygrocybe virginea) és több döggomba (Entoloma spp.)is.
A legelők erősen trágyás gyepe kedvez többféle csiperkének (Agaricus spp.); a leggyakoribb ezek közül március végétől késő őszig a mezei csiperke (Agaricus campestris). A füvek gyökereihez kapcsolódik a mezei szegfűgomba (Marasmius oreades), illetve (savanyúbb talajon) a barnatönkű fokhagymagomba (Marasmius scorodonius). A friss, szikkadó trágyadarabokon tűnik fel a hófehér tintagomba (Coprinopsis nivea). A kis, fehér tölcsérgombák (Clitocybe) közül súlyosan mérgező a mezei tölcsérgomba (Clitocybe rivulosa).

### Lejtősztyeppek
A tájegységen kevés a lejtősztyepprét (Festucetalia valesiacae); azok is kis foltokban, mozaikosan, a sziklai cserjésekkel, sziklai sztyepperdőkkel, molyhos tölgyesekkel és dzilikát sziklaerdőkkel összefogazódva jelennek meg. feltételezhető, hogy legalább részben a legeltetés hatására, a xerofil tölgyesek helyén fejlődtek ki.
Gyepszintjük többszintes; borítottsága > 70%. Gyepalkotó fajai:
- sziklai csenkesz (Festuca pseudodalmatica),
- vékony csenkesz (Festuca valesiana),
- karcsú fényperje (Koeleria cristata),
- csinos árvalányhaj (Stipa pulcherrima),
- hegyi árvalányhaj (Stipa pentata),
- osztrák ökörfarkkóró (Verbascum austriacum).
- sziklai repcsény (Erysimum crepidifolium) – az országban mindenhol másutt nagyon ritka.

További, jellemző fajok:
- közönséges kakukkfű (Thymus glabrescenas),
- sarlós gamandor (Teucrium chamaedrys),
- homoki pimpó (Potentilla arenaria),
- festő pipitér (Anthemis tinctoria),
- magyar bogáncs (magyar bogáncs),
- kardos peremizs (Inula ensifolia),
- borzas peremizs (Inula hirta),
- juhsóska (Rumex acetosella).

A kései perje (Cleistogenes serotina) főleg a vad zavarta helyeken tűnik fel.
Ritka fajok:
- nagyvirágú fényperje (Koeleria majoriflora),
- harangcsillag (Asyneuma canescens),
- cseplesz lucerna (Medicago prostata).

A szélsőséges sztyepp jellegre utaló, geofiton fajok:
- nyugati csillagvirág (Scilla drunensis),
- epergyöngyike (Muscari botryoides),
- cingár gombafű (Androsace elongata),
- tavaszi ködvirág (Erophila verna),
- sovány veronika (Veronica dillenii),
- ligeti daravirág (Draba nemorosa).

A helyenként feltűnő cserjék közül legjelentősebb a Gizella-rózsa (Rosa elliptica).
A mohaszintben feltűnnek a sziklagyepekre jellemző májmohák:
- Riccia (moha) spp.,
- illatos májmoha (Mannia fragrans),

### A lejtősztyeppek gombái
Az alacsony sűrű gyepben tavasszal jelenik meg:
- pusztai kucsmagomba (Morchella steppicola).

Nyár elejétől jellemzőek az apró őzlábgombák:
- fehér őzlábgomba (Lepiota alba) stb.

Ősszel, savanyú talajon terem több nedűgomba, mint például a sáfrányos nedűgomba (Hygrocybe persistens) és az élénkszínű nyirokgomba (Hygrocybe pratensis),

### Sziklagyepek vulkáni kőzeteken
1. A bazaltvidéken az erózió mintegy 10 km hosszan alakított ki rendkívül meredek (60–90°-ban dőlő) lejtőket, illetve falakat. Az átlagos falmagasság 10 m körüli. A meredeken lejtő, sziklás térszínt sziklahasadékgyepek (Asplenio septentrionalis–Festucion pallentis) növik be. A gyér növénytakaró leggyakoribb fajai:
- északi fodorka (Asplenium septentrionale),
- sárga kövirózsa (Jovibarba hirta),
- enyves szegfű (Lychnis viscaria),
- kerek levelű harangvirág (Campanula rotundifolia),
- szirti sziklaiternye (Aurinia saxatile),
- prémes gyöngyternye (Melica ciliata).

Szórványosan fordul elő:
- sziklai csenkesz (Festuca pseudodalmatica),
- borsos varjúháj (Sedum acre),
- dunántúli sás (Carex fritschii),
- váltakozó levélkéjű fodorka (Asplenium x alternifolium),

Néhány várrom (somoskői vár, sőregi Bagolyvár) körül a sziklai csenkeszt a deres csenkesz (Festuca pallens) helyettesíti.
A mohaszint főleg az északnak néző falakon fejlett. Jellemző fajai:
- ciprusmoha (Hypnum cupressiforme),
- Homalothecium philippeanum,
- Pohlia drummondi,
- Pohlia nutans,
- Közönséges seprűmoha (Dicranum scoparium),
- Brachythecium velutinum,
- parázsmoha (Ceratodon purpureus).

A hasadékgyepekben rendszeresen feltűnnek mészkerülő lejtősztyepprétek jellemző fajai is, de ezeknél sokkal jellemzőbbek különböző cserje- és félcserjefajok:
- festőrekettye (Geniata tinctoris),
- pillás zanót (Cytisus ciliatus),
- pannon madárbirs (Cotoneaster matrensis),

magoncai, azaz a hasadékgyepek sokkal közelibb kapcsolatban vannak a sziklai cserjésekkel, mint a zárt gyepekkel.
2. Az árnyasabb törmeléklejtőkön, természetes és mesterséges sziklaletöréseken előszeretettel telepszenek meg a párás, hűs levegőt kedvelő növények. Ebben a szilikátsziklabevonat-társulásban (Asplenieta trichomanis) a dús mohaszintből emelkedik ki:
- közönséges édesgyökerű páfrány (Polypodium vulgare),
- hegyesszárnyú édesgyökerű páfrány (Polypodium interjectum),
- hegyi hagyma (Allium senescens),
- nehézszagú gólyaorr (Geranium robertianum),
- hegyi füzike vagy erdei füzike (Epilobium montanum),
- dombi füzike (Epilobium collinum),
- erdei pajzsika (Dryopteris filix-mass),
- szálkás pajzsika (Dryopteris carthusiana),
- széles pajzsika (Dryopteris dilatata).

A sziklafalakon, törmeléklejtőkön gyér cserjeszint is kialakulhat az alábbi növényekből:
- madárbirs (Cotoneaster spp.),
- egres (Ribes spp.),
- berkenye (Sorbus spp.),
- bibircses kecskerágó (Euonymus verrucosus, illetve Euonymus verrucosa).

### Sziklagyepek homokkövön
A mésszel cementált homokkő sziklavegetációja igen érdekes: jobban hasonlít a mészköveken és az alföldi meszes homokokon megszokott nyílt, évelő gyepekhez (Festuco-Brometea), mint a szilikátos kőzeteken megszokott vegetációhoz. Ezek a gyepek főleg a délnek–délnyugatnak néző domboldalak ligocén homokkőpadjain az Ipoly és a Sajó között a Heves-Borsodi-dombságon végig általánosak.
Uralkodó fűféléje a deres csenkesz (Festuca pallens); mellette tömeges még:
- közönséges kakukkfű (Thymus glabrescens)
- zászlós csüdfű (Astargalus onobrychis)
- mezei üröm (Artemisia campestris)
- lappangó sás (Carex humilis).

További, jellegzetes fajok:
- naprózsa (Fumana procumbens)
- árlevelű len (Linum tenuifolium)
- patkófű (Hippocrepis comosa)
- hegyi gamandor (Teucrium montanum)
- hegyi ternye (Alyssum montanum ssp. gmelinii)
- homoki vértő (Onosma arenarium)
- kései perje (Cleistogenes serotina)
- csinos árvalányhaj (Stipa pulcherrima)
- szürke gurgolya (Seseli osseum)

Ritkább fajok:
- gomolyos kőhúr (Minuartia glomerata)
- piros pozdor (Scorzonera purpurea)
- kövi fodorka (ASplenium ruta-muraria)
- borzas len (Linum hirsutum)
- homoki habszegfű (Silene conica)
- szürkés ördögszem (Scabiosa canescens)
- buglyos fátyolvirág (Gypsophila paniculata)

A mohaszintben (mint általában a száraz, gyorsan felmelegedő sziklafalakon) főleg a zuzmók tűnnek fel. Jellemző fajaik:
- homokon:
  - tarka serlegzuzmó (Cladonia rangiformis)
  - magyar tölcsérzuzmó (Cladonia magyarica);
- homokkőpadokon:
  - Lecanora muralis
  - Physcia caesia
  - Caloplaca crenularia;
- a meredek falakon:
  - Squamarina cartilaginea
  - Toninia sedifolia
  - Lepraria incana
  - Physcia caesia
  - Diploschistes scruposus
  - Neofuscelia verruculifera
  - Candelariella vitellina
  - Tortella spp.

A sziklafalak tövében, a homoklejtőkön zárt gyepek, lejtősztyeppek alakultak ki. Ezek gyepszintjében a föntebb megszokott fajok mellett erőteljesen megjelenik:
- magyar csenkesz (Festuca vaginata),
- élesmosófű (Chrysopogon gryllus),
- hegyi árvalányhaj (Stipa pennata),
- csinos árvalányhaj (Stipa pulcherrima),
- bozontos árvalányhaj (Stipa dasyphylla),
- fenyérfű (Bothriochloa ischaemum),
- kunkorgó árvalányhaj (Stipa capillata),
- szikár habszegfű (Silene otites).

Ritkábban feltűnő, alföldi jellegű fajok:
- kisvirágú habszegfű (Silene borsythenica),
- borzas len (Linum hirsutum).

Kora tavasszal jellegzetes:
- fekete kökörcsin (Pulsatilla pratensis ssp. nigricans),
- leánykökörcsin (Pulsatilla grandis),
- tavaszi hérics (Adonis vernalis),

### A sziklagyepek gombái
A sziklagyepekben, sziklabevonat-társulásokban legfeljebb egyes apró testű gombák élnek meg:
- sárga moha-kígyógomba (Rickenella fibula),
- mohabadargomba (Psilocybe montana) – savanyúbb talajokon,
- porhanyósgomba (Psathyrella spp.) – savanyúbb talajokon.

## Gyomnövényzet és kultúrnövényzet

### Akácosok
Az akácot (Robinia pseudo-acacia) a 18. században kezdték betelepíteni Amerikából – eleinte a kopárok fásítására és bányafának, később inkább már méhlegelőnek, és így kiterjedt, zárt állományai (Cultura Robiniae) alakultak ki. Ez a rendkívül igénytelen fa szinte bármilyen erdő helyén felnő, de leginkább a zárt tölgyesek helyén érzi jól magát. Agresszív terjeszkedése a térség legkomolyabb környezeti problémája: két-három végvágás elég ahhoz, hogy az egykori lomblevelű erdők helyén tiszta akácosok (Robinieta) cseperedjenek fel. Ezzel erőteljesen átalakulnak a fényviszonyok, drasztikusan csökken az aljnövényzetben a fajok száma – eközben elszaporodnak a nitrogénigényes erdei gyomok és az olyan, tájidegen özöngyomok, mint például a kanadai aranyvessző (Solidago canadensis). Ma már 300 m-es tengerszint feletti magassága alatt gyakorlatilag valamennyi erdő (a fenyvesek és az elhanyagolható kiterjedésű vízparti égeresek és füzesek kivételével) akáccal fertőzött.
Állományaiban gyakran a lombkoronáig felkúszik a komló (Humulus lupulus) és az erdei iszalag (Clematis vitalba).
A cserjeszint jellemző faja a fekete bodza (Sambucus nigra).
A gyepszintben tömeges fajok:
- zamatos turbolya (illatos turbolya, Anthriscus cerefolium),
- vérehulló fecskefű (Chelidonium majus),
- borostyánlevelű veronika (borostyánlevelű veronika),
- ragadós galaj (Galium aparine).

Az üdébb termőhelyeken jól érzi magát néhány páfrányfaj is:
- dárdás vesepáfrány (Polystichum lonchitis),
- erdei pajzsika (Dryopteris filix-mas),
- szálkás pajzsika (Dryopteris carthusiana).

#### Az akácosok gombái
Az akácosok nitrogéngazdag talaja, amit lassan korhadó avartakaró borít, számos nagygombának kedvez. Igazi hungarikum az akác pikkelyespereszke (Floccularia rickenii), aminek másfajta élőhelye jóformán nincs is. Jóval ritkábban, de a nyárasokban is megjelenik a rózsás cölöppereszke (Leucopaxillus rhodoleucus).
Jellemzőek a csillaggombák:
- szitaszájú csillaggomba (Myriostoma coliforme),
- csészés csillaggomba (Geastrum fornicatum).

Igazán nagyra az akácosban tud nőni a nagy őzlábgomba (Macrolepiota procera), és az óriáspöfeteg (Langermannia gigantea) sem ritka.

### Tűlevelű erdők
A kultúerdők másik nagy csoportja a fenyveseké (Cultura Pini) – feltételezik, hogy a tájegység eredeti növénytakarójában tűlevelűek legföljebb szálanként fordultak elő; a nyitvatermők egyetlen, valóban őshonos faja a közönséges boróka (Juniperus communis).
A leggyakrabban ültetett fenyőfajok:
- közönséges lucfenyő (Picea abies),
- erdeifenyő (Pinus silvestris),
- közönséges vörösfenyő (Larix decidua).

Ritkábban fordul elő:
- feketefenyő (Pinus nigra),
- simafenyő (amerikai selyemfenyő, Pinus strobus),
- közönséges duglászfenyő (Pseudotsuga menziesii),
- közönséges jegenyefenyő (Abies alba).

Ezek közül az első négy faj természetesen újul, sőt, még terjeszkedik is.
A fenyvek alatt kevés a naény és savanyú a talaj, ezért az alnövényzet hiányzik vagy csak néhány fajból áll. Az efféle, extrém körülményeket kedvelő fjok:
- szálkás pajzsika (Dryopteris carthusiana),
- széles pajzsika (Dryopteris dilatata),
- karéjos vesepáfrány (Polystichum aculeatum),
- kis körtike (Pyrola minor),
- gyöngyvirágos körtike (Orthilia secunda),
- kétlevelű sarkvirág (Platanthera bifolia),
- fehér madársisak (Cephalanthera damasonium),
- kardos madársisak (Cephalanthera longifolia),
- kapcsos korpafű (Lycopodium clavatum),

közül hazánkban több védett.
Az üdébb állományokban is az erdők szélén is megtelepszik több ritka faj, mint például:
- kárpáti aggófű (Senecio ovatus),
- erdei zsurló (Equisetum silvaticum, Equisetum sylvaticum),
- fehér pimpó (Potentilla alba),

#### A fenyvesek gombái
A fenyvesekben többnyire gyökérkapcsolt, kimondottan erre a környezetre jellemző gombákat találunk, és egyesek már tavasszal megjelennek.
A kéttűs fenyők alatt terem a barna gyűrűstinóru (Suillus luteus). Ugyancsak tavasszal jelenik meg, de az első fagyokig kitart a szemcsésnyelű fenyőtinóru (Suillus granulatus). Tavaszi faj még a enyhe tobozfülőke (Strobilurus stephanocystis) – mint neve is mutatja, ez a korhadó tobozokon él. Hasonlóképp tobozokon, de ősszel terem a derestönkű fenyőfülőke (Baeospora myosura).
Nyári-Őszi fajok:
- duzzadttönkű tölcsérgomba (Ampulloclitocybe clavipes),
- fenyvescsiperke (Agaricus silvaticus).

Ősszel bújnak elő a zöldülőtejű tejelőgombák (Lactarius spp.), amelyek közül legjelentősebb az ízletes rizike (Lactarius deliciosus). További, őszi gombák:
- fagyálló csigagomba (Hygrophorus hypothejus),
- rózsaszínű kígyógomba (Mycena rosea) – seregesen terem,
- lila pereszke (Lepista nuda) – boszorkánykörökben terem.

### Vágásnövényzet
A tarvágás, lékvágás, illetve egyéb véghasználat után az erdő helyén a természetes okok (széldöntés, hónyomás, földcsuszamlás stb.) hatására kialakuló erdei lékek vegetációjához (Epilobetia angustifolii) igen hasonló növényzet telepszik meg.
Az árnyas, üde erdők jellemző vágásnövényei:
- bodza (Sambucus spp.),
- szeder (Rubus spp.),
- erdei deréce (Epilobium dodonaei, régebben Chamaenerion angustifolium),
- fodros bogáncs (Carduus crispus),
- erdei nenyúljhozzám (Impatiens noli-tangere),
- görcsös görvélyfű (Scrophularia nodosa),
- közönséges aranka (Cuscuta europaea) és a különféle
- páfrányok.

Bükkösök helyén gyakran tűnik fel:
- nadragulya (Atropa bella-donna),
- nagy csalán (Urtica dioica),
- fürtös bodza (Sambucus racemosa) – a magasabb régiókban.

A pionír fafajokat:
- kecskefűz (Salix capraea),
- rezgő nyár (Populus tremula),
- közönséges nyír (Betula pendula)

a felcseperedő klimaxfajok előbb-utóbb elnyomják.
A félüde termőhelyekre jellemző:
- ligeti perje (Poa nemoralis),
- molyhos szeder (Rubus canascens),
- sárga gyűszűvirág (Digitalis grandiflora),
- pelyhes kenderkefű (Galeopsis pubescens),
- borsfű (Clinopodium vulgare),
- erdei szamóca (Fragaria vesca),
- siskanádtippan (Calamagrostis epigeios),
- édeslevelű csüdfű (Cucubalus baccifer).

A száraz termőhelyek jellegzetes, gyakori vágásnövényei:
- bársonyos kakukkszegfű (Lychnis coronaria),
- parlagi rózsa (Rosa gallica),
- csattogó szamóca (Fragaria viridis).

A vágásnövényzet gombái
A sok szerves anyagot tartalmazó talajt kedveli:
- szemcsés aranygomba (Phaeolepiota aurea),
- tintagomba (Coprinus spp.),
- lila őzlábgomba (Lepiota lilacea),
- selymes susulyka (Inocybe geophylla) – boszorkánykörökben,
- könnyező szálkásgomba (Lacrymaria lacrymabunda) – boszorkánykörökben vagy ördögszántásokban.

### Romterületek növényei
Romterületeknek azokat a mesterségesen kialakított felületeket (szemétdombok stb.) nevezzük, amelyeken a szukcesszió még csak első fázisában, a rövid életű, sok magot érlelő pionír fajok betelepülésénél tart – ha az ilyen felületeket nem bolygatják tovább, ezeket hamarosan kiszorítják a két- és többnyári fajok. A romterületek életlehetőségeihez már az emberi történelem hajnalán számos növény alkalmazkodott, mint például:
- nagy csalán (Urtica dioica),
- vérehulló fecskefű (Chelidonium majus),
- egérárpa (Hordeum murinum),

További, gyakori egyéves fajok:
- meddő rozsnok (Bromus sterilis),
- fedélrozsnok (Bromus tectorum),
- sebforrasztófű (Descurainia sophia),
- kanadai aranyvessző (Erigerion canadensis),
- keszeg saláta (Lactuca serriola),
- papsajtmályva (Malva neglecta),
- bojtorján szerbtövis (Xanthium strumarium),
- iva (Iva xanthifolia),
- csillagpázsit (Cynodon dactylon).

A két- és többéves fajok közül jellegzetesen romtalajokon jelenik meg:
- fekete üröm (Artemisia vulgaris),
- lándzsás aszat (Cirsium vulgare),
- réti lórom (Rumex obtusifolius),
- molyhos ökörfarkkóró (Verbascum thapsus),
- hamuka (Berteroa incana),
- parlagi ligetszépe (Oenothera biennis),
- vadrezeda (Reseda lutea),
- szamárbogáncs (Onopordum acanthium),
- csattanó maszlag (Datura stramonium),
- szúrós gyöngyajak (Leonurus cardiaca),
- pókhálós bojtorján (Arctium tomentosum),
- közönséges bojtorján (Arctium lappa),
- gilisztaűző varádics (Tanacetum vulgare).

A romterületek gombái:
- tavaszi rétgomba (Agrocybe praecox),
- sárga harmatgomba (Stropharia coronilla), és olyan, nitrogénjelző fajok, mint a
- gyapjas tintagomba (Coprinus comatus),
- kemény hasadtpöfeteg (Mycenastrum corium).

### Szántóterületek növényei
Salgótarján és Fülek környékén a 20. század közepéig folyt nagyobb területen szántóföldi növénytermesztés, és jelentősen átalakította a táj képét. A szántóföldeken fejlődő gyomnövényzetben (Violenea arvensis) egyaránt jelen vannak a növénytermesztés kezdete óta ahhoz alkalmazkodott, ún. archeofiton fajok és azok (neofiton fajok), amelyek Amerikából kerültek át kontinensünkre. Az iparszerű földművelés kezdete előtt különösen a szántók szélén nőtt sokféle gyom; azóta ezek az elhanyagoltabb, illetve kisebb parcellák szegélyeire szorultak vissza. Jellemző szántóföldi gyomok:
- nyári hérics (Adonis aestivalis),
- búzavirág (Centaurea cyanea),
- konkoly (Agrostemma githago),
- vetési boglárka (Ranunculus arvensis),
- borzas lednek (Lathyrus hirsutus).
- pipacs (Papaver rhoeas),
- tarlóvirág (Stachys annua),
- vadrepce (Sinapis arvensis),
- gumós lednek (Lathyrus tuberosus),
- mezei szarkaláb (Consolida regalis),
- sebforrasztófű (Descurainia sophia),

Savanyú talajon, szórványosan jelenik meg:
- egynyári szikárka (Scleranthus annuus),
- közönséges szélfű (Apera scipa-venti),
- vékony egércsenkesz (Vulpia myuros),
- mezei csibehúr (Spergula arvensis).

Kapás kultúrákban (kukorica, napraforgó) gyakori fajok:
- közönséges kakaslábfű (Echinochloa crus-galli),
- fakó muhar (Setaria pumila),
- zöldes muhar (Setaria viridis),
- baracklevelű keserűfű (Persicaria maculosa),
- lapulevelű keserűfű (Persicaria lapathifolia).

Ugyanezen táblákban, de csak szórványosan jelenik meg:
- csattanó maszlag (Datura stramonium),
- termesztett köles (Panicum miliaceum),
- varjúmák (Hibiscus trionum),
- cseplesz (Kickxia elatine),
- kétszínű tátika (Kickxia spuria).

A vegyszerek hatására egyes fajok:
- mezei katicavirág (Nigella arvensis),

már teljesen kiszorultak a szántóföldekről a mezsgyékre, illetve az eredeti, mediterrán termőhelyükre hasonlító, bolygatott száraz gyepekbe:
- tüskés ördögbocskor (Caucalis platycarpos),
- kalincaínfű (Ajuga chamaepytis).

Egyes, az alföldi, laza talajú kapás kultúrákra jellemző fajok:
- királydinnye (Tribulus terrestris),
- foltos kutyatej (Chamaesyce maculata),
- pirók ujjasmuhar (Digitaria sanguinalis),
- kis tőtippan (Eragrostis minor)

a településeken az utak kőburkolatainak repedéseiben, valamint a vasúti sínek mentén terjednek.
A belvizes szántókon mindmáig fennmaradt fajok:
- iszaplakó egérfű (Myosurus minimus),
- tócsahúr (Peplis portula),
- centike (Centunculus minus, a Matricum flóravidéken nagyon ritka),
- alacsony füzény) Lythrum hyssopifolia, helyenként tömeges),
- iszapgyopár (Gnaphalium uliginosum, helyenként tömeges),
- varangyszittyó (Juncus bufonius, helyenként tömeges),
- csinos ezerjófű (Centaurium pulchellum, szórványos,
- barna palka (Cyperus fuscus, szórványos),

Az 1980-as évek végén jelent meg a parlagfű (Ambrosia artemisiifolia),
A szántóterületek gombái
A szántókon gyakori nagygombák:
- ragadós bocskorosgomba (Volvariella gloiocephala) és a
- kerti rétgomba (Agrocybe dura).

Erősen trágyás talajon tavasztól őszig tömegesen nő a ráncos tintagomba (Coprinopsis atramentaria).

### Gyümölcsösök és szőlők
A gyümölcsösök növényzete alkalmazkodott ahhoz, hogy a fák alatt évente egyszer-kétszer lekaszálják a füvet, ezért az aljnövényzetben többnyire a kaszáló, illetve legelők fajait találjuk meg. A szőlőkre a szántóterületek növényeihez hasonlóan a kapálást tűrő fajok jellemzőek, mint például:
- kicsiny gombvirág (Galinsoga parviflora),
- pásztortáska (Capsella bursa-pastoris),
- tavaszi ködvirág (Erophila verna),
- olocsán (Holosteum umbelatum),

A hagyományosan művelt szőlőkben továbbélnek egyes ritka védett növényfajok:
- borzas len (Linum hirsutum és Linum hirsutum glabrescens),
- kereklevelű buvákfű (Bupleurum rotundifolium),
- hosszúlevelű árvalányhaj (Stipa tirsa) – a Fülek melletti Vörös-kő hegyen.

A gyümölcsösök és szőlők gombái:
- borzastönkű fülőke (Gymnopus hariolorum),
- sárguló csiperke (Agaricus xanthodermus).

A taplók közül a
- sárga gévagomba (Laetiphorus sulphureus) és a
- szilvafatapló (Phellinus tuberculosus)

inkább az idősebb ültetvényeket pusztítja.

### Útszéli, taposott gyomnövényzet
A taposott gyomnövényzet leginkább az állatok ivóhelyeihez vezető csapásokon és a településekhez közel, a gyalogutakon alakul ki, és a taposás roncsoló hatásához leginkább alkalmazkodott fajokból áll:
- angolperje (Lolium perenne),
- nagy útifű (Plantago major),
- madárkeserűfű (Polyganum aviculare),
- egynyári perje (Poa annua),
- fehérhere (Trifolium repens),
- sugártalan székfű (Matricaria discoidea),
- katángkóró (Cichorium intybus),
- libapimpó (Potentilla anserina).

Sajátos életközösségek alakulnak ki a vasutak töltésein. Ezekben a taposást tűrő fajok mellett megjelenik számos egyéb növény is:
- orvosi somkóró (Melilotus officinalis),
- fehér somkóró (Melilotus albus),
- csillagpázsit (Cynodon dactylon),
- közönséges kígyószisz (Echium vulgare),
- kövér porcsin (Portulaca oleracea),
- kanadai betyárkóró (Conyza canadensis),
- hamuka (Berteroa incana),
- vadrezeda (Reseda lutea),
- parlagi ligetszépe (Oenothera biennis),
- szőrös disznóparéj (Amaranthus retroflexus),
- fedélrozsnok (Bromus tectorum),
- egérárpa (Hordeum murinum),
- nád (Phragmites australis),